# Joseph Humphrey Sloss
Joseph Humphrey Sloss (* 12. Oktober 1826 in Somerville, Morgan County, Alabama; † 27. Januar 1911 in Memphis, Shelby County, Tennessee) war ein US-amerikanischer Rechtsanwalt und Politiker (Demokratische Partei).

## Werdegang
Joseph Humphrey Sloss beendete seine Vorbereitungsstudien. Anschließend studierte er Jura, bekam seine Zulassung als Anwalt und fing dann in St. Louis (Missouri) an zu praktizieren. Er zog 1849 nach Edwardsville (Illinois), wo er seine Tätigkeit als Anwalt fortsetzte. Sloss verfolgte ebenfalls eine politische Laufbahn. Er war in den Jahren 1858 und 1859 Mitglied im Repräsentantenhaus von Illinois. Danach zog er nach Alabama. Dort diente er nach Ausbruch des Amerikanischen Bürgerkrieges in der Konföderiertenarmee. Nach dem Krieg war er als Bürgermeister von Tuscumbia (Alabama) tätig. Sloss wurde in den 42. US-Kongress gewählt und in den nachfolgenden 43. US-Kongress wiedergewählt. Bei seiner Kandidatur 1874 für den 44. US-Kongress erlitt er allerdings eine Niederlage. Er war im US-Repräsentantenhaus vom 4. März 1871 bis zum 3. März 1875 tätig. Sloss wurde am 10. Februar 1877 zum US-Marshal für den nördlichen Distrikt von Alabama ernannt. Er bekleidete dieses Amt bis zum 6. September 1882. Danach war er als Clerk am Bundesgericht von Huntsville (Alabama) tätig. Ferner ging er landwirtschaftlichen Tätigkeiten nahe Huntsville nach. Später zog er nach Memphis (Tennessee), wo er 1911 verstarb. Sein Leichnam wurde dann nach Huntsville überführt, wo er auf dem Maple Hill Cemetery beigesetzt wurde.